# Форт Брум

Фасад Форту Брум

Брама Форту Брум

Форт Брум (порт. Forte de São João Batista do Brum, відоміший як Forte do Brum) — стародавній форт португальських та голландських колоніальних часів у місті Ресіфі, розташований в північній частині району Ресіфі (Старого Ресіфі).
Будівництво форту почалося у 1626 році португальськими колоністами під керівництвом Дієго Паїса. Проте вже в 1630 місто захопили голландці, що перебудували форт під керівництвом інженерів Ван Вуерна, Коммерстейна і Андреа Кревіча та перейменували на Fort de Bruyne. Але голландці були вибиті з Бразилії в 1654 році в результаті повстання місцевого населення, після чого португальці, що повернулися до влади, знову перебудували форт.
Хоча форт було надовго покинуто, його було частино відновлено в 1985 році археологами з Федерального університету Пернамбуку. Зараз в приміщенні форту діє Військовий музей (Museo Militar), що розповідає про історію форту та міста і містить колекцію зброї.